# Estación Isidro Casanova
Isidro Casanova es una estación ferroviaria ubicada en la localidad homónima, en La Matanza, provincia de Buenos Aires, Argentina.

## Historia
Fue fundada en 1909[cita requerida] por el Ferrocarril Midland de Buenos Aires como parte de la vía que llegó a Henderson y a Carhué ese mismo año. Su nombre homenajea a uno de los pioneros de la zona, empresario textil cuya fábrica se encontraba frente al emplazamiento de la estación.
La construcción original de la estación tiene características similares a la de Rafael Castillo, ya que fueron hechas por los mismos constructores. Ambas son construcciones de ladrillo a la vista, con techo a dos aguas, y con los sanitarios separados del edificio principal.

## Ubicación e infraestructura
Su acceso principal se encuentra en la intersección de las calles Santiago y Tokio, a 500 m de la plaza principal de Isidro Casanova y a 230 m de la avenida Brigadier Gral. Juan Manuel de Rosas (Ruta Nacional 3, en su km 22). Otras arterias importantes cercanas son las avenidas República de Portugal y Cristianía.
En sus alrededores se puede hacer transbordo con alrededor de 30 ramales de líneas de colectivo. Transitan la zona las líneas: 49, 88, 96, 174, 180, 185, 205, 218, 242, 317, 325, 378, 620, 621, 624 y 630. A pocas cuadras se encuentra la estación Roma del Metrobús La Matanza.
La estación presenta una fisonomía barrial, con tránsito moderado de pasajeros, y se encuentra en muy buen estado. Es uno de los puntos más importantes de esta línea. Se puede acceder a los andenes y/o cruzar mediante un puente peatonal, tanto desde la calle Pekín como desde la calle Tokio.
La estación posee dos andenes: uno para los servicios hacia la Ciudad de Buenos Aires y otro hacia la estación Marinos del Crucero General Belgrano. Al costado del segundo andén se encuentra una vía en desuso y otra con muy poca frecuencia de uso, utilizada por servicios auxiliares de carga administrados por Trenes Argentinos Operaciones.

## Servicios
La estación opera dentro de la línea Belgrano Sur, en el ramal que conecta la estación Tapiales con Marinos del Crucero General Belgrano. La línea Belgrano Sur es una de las líneas suburbanas de Buenos Aires y forma parte a nivel nacional del Ferrocarril General Belgrano de la red ferroviaria argentina.
Desde 2018, la estación también fue parada del servicio que unía las estaciones Libertad y Kilómetro 12 (virtualmente suspendido a 2021).